# Прапор Ступіно
Місто Ступіно Московської області Росії має власну символіку: герб та прапор. Прапор міста Ступіно та району затверджений Зібранням представників Ступінського району 28 червня 1995 року. Прапор Ступіно та району у цілому повторює композицію гербу міста та району.